# Das Beben (2019)
Das Beben (Originaltitel Temblores, internationaler Titel Tremors, dt. „Erschütterungen“) ist ein Filmdrama von Jayro Bustamante, das am 8. Februar 2019 im Rahmen der Internationalen Filmfestspiele Berlin seine Premiere feierte und am 1. Mai 2019 in die französischen Kinos kam.

## Handlung
Pablo lebt in Guatemala-Stadt, ist mit der vermögenden und attraktiven Isa verheiratet und hat mit ihr zwei Kinder. Als er eines Tages nach Hause kommt, wird er bereits von seiner Frau und seiner strenggläubigen Familie erwartet. Sie können nicht verstehen, dass er sich in einen anderen Mann verliebt hat. Seine Schwester Eva sucht die Gründe für seine Veranlagung in ihrer Kindheit, Abel erklärt ihm, er sei nicht länger Teil der Familie. Ein kleines Erdbeben unterstreicht die angespannte Situation bei Pablo zu Hause.
Gegen den Widerstand der Verwandtschaft bezieht Pablo eine kleine Wohnung in der Stadt, ganz in der Nähe von seinem Geliebten Francisco, der seine Homosexualität frei auslebt und als Masseur arbeitet. Pablo hat Angst vor dem, was kommt, und will auch seinen Kindern nicht von seiner Homosexualität erzählen. Isa beginnt diese von ihm fernzuhalten und erwirkt ein Gerichtsurteil, dass es Pablo untersagt, sich ihr und den Kindern zu nähern. Auch Rosa, die seit vielen Jahren als Kindermädchen und Haushälterin der Familie arbeitet, muss dem Urteil des Richters Folge leisten und den Vater von seinen Kindern fernhalten. Sein Sohn wird zum Bettnässer, seine Tochter stiehlt Parfüm, das sie an ihren Vater erinnert. Sie glaubt nicht, dass er verdammt ist. Auch Pablo vermisst seine Kinder sehr. An seinem Geburtstag spielt ihm Francisco eine Sprachnachricht seiner Kinder vor, nachdem er Rosa dazu bringen konnte, ihm bei der Überraschung zu helfen.
Weiterhin besucht Pablo mit seiner Mutter und seinem Vater den Gottesdienst. Als er aufgrund des konservativen Moralkodex seines Arbeitgebers seinen Job als Berater verliert, beginnt er in der Kirche zu arbeiten, wo er für das akkurate Aufstellen der Stühle und das elektronische Erfassen der Kollekte verantwortlich ist. Pablos Mutter betet mit den anderen Besuchern der Gottesdienste für Pablos Heilung und sieht in seinem Glauben die einzige Möglichkeit, wieder auf den rechten Weg zurückzufinden. Auch seinen Freund will sie einnorden, als sie diesen bei der Arbeit besucht, doch Francisco ist kein religiöser Mensch. Er hat es schon als Rückschritt empfunden, dass Pablos neuer Arbeitgeber ausgerechnet die Kirche ist.
Sowohl Isa als auch Pablo nehmen an einem Programm der Kirche teil. Ihr versucht man zu erklären, dass sie bereit sein muss, sexuelle Wünsche ihres Mannes zu erfüllen, damit er dies nicht anderswo begehrt. Pablo soll sich in einer Einrichtung unter Anleitung der Pastorin in sexueller Abstinenz üben, bevor er wieder zurück zu seiner Familie kann. Zu der Konversionstherapie gehört auch die Konfrontation seines Geliebten mit seiner Familie. So lädt er Francisco unter einem Vorwand ein und erklärt ihm vor den Anwesenden, ihn nicht mehr wiedersehen zu wollen.

## Produktion

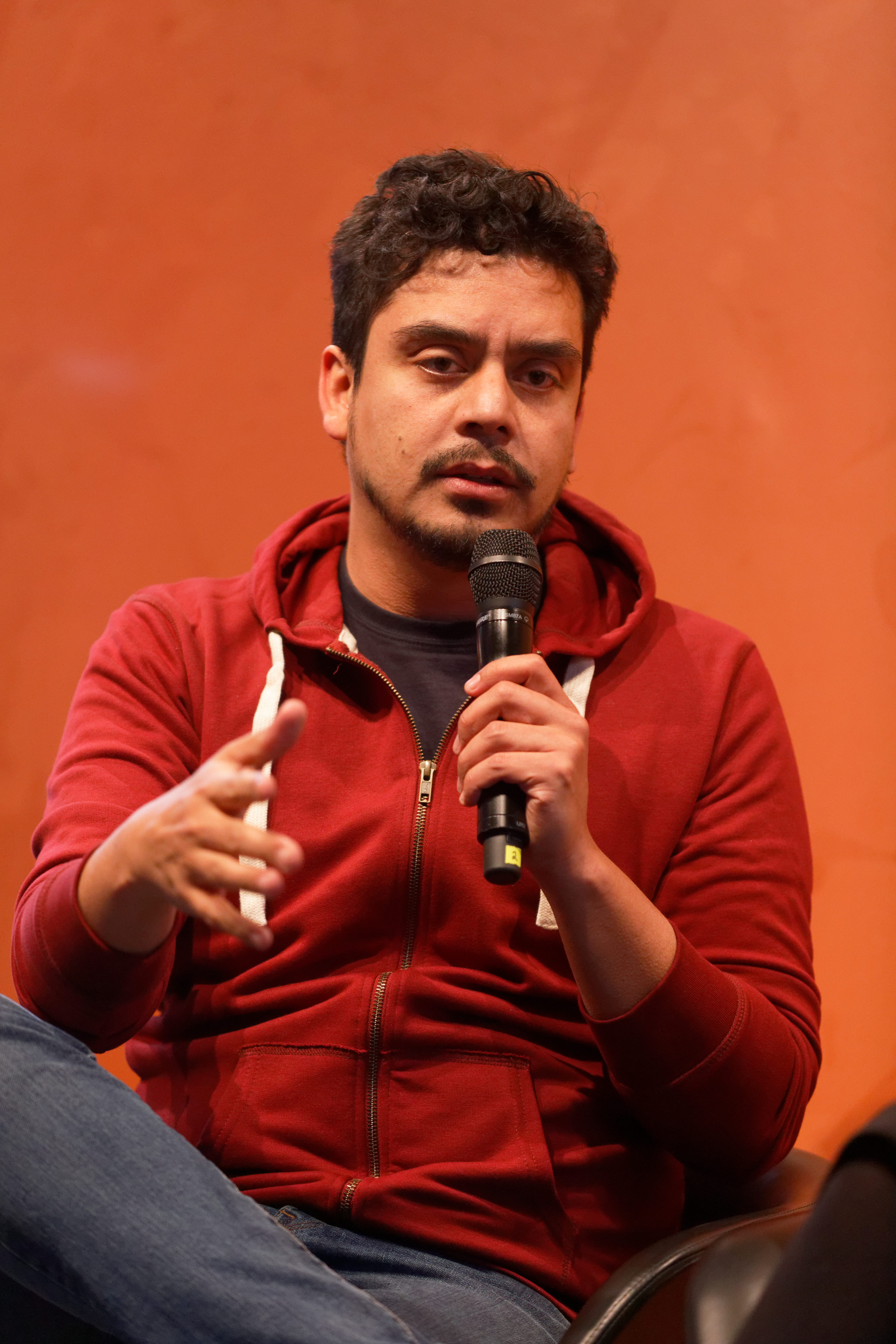
Regisseur und Drehbuchautor Jayro Bustamante

Der Film wurde von Arte France Cinéma produziert. Regie führte Jayro Bustamante. Der in Guatemala geborene Regisseur kehrte nach einem Studium am Conservatoire Libre du Cinéma Français in Paris und am Centro Sperimentale di Cinematografia in Rom in sein Heimatland zurück und gründete dort die Produktionsfirma La Casa de Producción, mit der er seinen ersten Langfilm Ixcanul drehte. Dieser wurde im Rahmen der Berlinale 2015 im Wettbewerb gezeigt und mit dem Alfred-Bauer-Preis ausgezeichnet. Der Original-Filmtitel Temblores bezieht sich auf zwei kleine Erdbeben im Film sowie auf die Erschütterung von Pablos Leben.
Das Beben erhielt eine Produktionsförderung (Aide aux Cinémas du Monde) vom Institut français und zudem Förderungen der Gan Foundation for Film und des Film Fund Luxembourg.
Gedreht wurde der Film zwischen 26. Juni und 4. August 2017 in Guatemala. Als Kameramann fungierte Luis Armando Arteaga. Der Film ist in gedeckten Braun- und Grüntönen gehalten, was zu der Düsternis, die Pablo bevorsteht, passe, so Lorenz Maroldt vom Tagesspiegel.
Das Beben wurde am 8. Februar 2019 im Rahmen der Internationalen Filmfestspiele Berlin in der Sektion Panorama erstmals gezeigt. Am 1. Mai 2019 kam er in die französischen Kinos. Ende Juli und Anfang August 2019 wurde er beim Jerusalem Film Festival gezeigt und im September 2019 beim Festival Internacional de Cine de San Sebastián. Anfang Oktober 2019 wurde er beim London Film Festival vorgestellt.

## Rezeption

### Kritiken
Der Film stieß bislang auf die Zustimmung von 90 Prozent aller Kritiker bei Rotten Tomatoes und erreichte hierbei eine durchschnittliche Bewertung von 7,8 der möglichen 10 Punkte.
Neil Young von The Hollywood Reporter bemerkt, Jayro Bustamante scheine ein wenig sein Spielfilmdebüt Ixcanul nachzuahmen, ein Film, der sich ebenfalls auf einen Konflikt zwischen den „traditionellen“ Werten eines Milieus und den Wünschen von Individuen konzentrierte, die sich nicht anpassen können oder wollen. Bustamantes Drehbuch sei eine philosophisch und theologisch differenzierte Angelegenheit, die sich auf das große Ganze konzentriert, ohne sich mit den kleineren Details zu beschäftigen. Dies werde zu einem Problem, da auf diese Weise oft auch Telenovelas angelegt sind. Dennoch hebt Young die Darstellung von Juan Pablo Olyslager in der Rolle von Pablo hervor, die ihn vielleicht zu einem Kandidaten als bester Schauspieler bei der Berlinale mache.
David Ehrlich von IndieWire meint, es gebe eine Reihe von Filmen über schwule Männer, die versuchen, sich aus einer heteronormativen Unterdrückung zu befreien, doch nur wenige wurden mit der außerordentlichen Schattierung oder dem Mitgefühl von Das Beben erzählt. So erklärt auch Guy Lodge von Variety, Das Beben sei das jüngste Werk in einer langen Reihe von Filmen, die den heuchlerischen Konflikt zwischen schwulen Rechten und evangelikaler christlicher Ethik untersuchten, wie Boy Erased und The Miseducation of Cameron Post. In dieser Hinsicht stelle Bustamantes zweiter Film zwar keine neuen Fragen, sei jedoch von einer nachhallenden Atmosphäre, in der er frische, wütende Wege finde, diese zu beantworten. Bei Pablos Outing vor der Familie, als ein plötzliches, leichtes Erdbeben das Chaos verstärkt, sei die Symbolik klar genug: „Im religiösen Guatemala, wo Homosexualität zwar legal, aber immer noch weitgehend tabu ist, ist das Wesen dieser aufgedeckten Untreue ein gewaltsamer Familienbruch.“ Bustamante spare in seinem Film nicht mit Brutalität, und so werde die fragliche folgende Konversionstherapie als ein grotesker Hindernislauf aus körperlichen Demütigungen und psychologischen Folterspielen dargestellt und durch die klaustrophobische Dunkelheit weitere albtraumhafte Akzente gesetzt, so Lodge weiter.

### Auszeichnungen
Festival Internacional de Cine de San Sebastián 2019
- Nominierung für den Horizons Award (Jayro Bustamante)
- Auszeichnung als Bester lateinamerikanischer Film (Jayro Bustamante)[8]

Festival Internacional de Cine en Guadalajara 2019
- Auszeichnung für die Beste Kamera im Ibero-America Competition (Luis Armando Arteaga)
- Auszeichnung für die Beste Kamera mit dem Mayahuel Award (Luis Armando Arteaga)
- Nominierung als Bester Film im Ibero-America Competition (Jayro Bustamante)
- Nominierung als Bester Spielfilm (Jayro Bustamante)

Internationale Filmfestspiele Berlin 2019
- Nominierung für den Teddy – Best Feature Film (Jayro Bustamante)

Jerusalem Film Festival 2019
- Nominierung als Bester Spielfilm (Jayro Bustamante)[9]

Miami Film Festival 2019
- Nominierung als Bester Film im HBO Ibero-American Competition (Jayro Bustamante)
- Nominierung als Bester Film für den Knight Competition Grand Jury Prize (Jayro Bustamante)[10]

Outfest Los Angeles 2019
- Auszeichnung als Bester Darsteller in einem internationalen Spielfilm (Juan Pablo Olyslager)